# Гринвіч (боро)
Гри́нвіч (англ. Royal Borough of Greenwich) — боро на південному сході Лондона.

## Географія
Боро межує з Ньюемом і Баркінгом і Дагенемом на півночі, Бекслі на сході, Бромлі на півдні, Луїшемом на заході та Тауер-Гемлетсом на північному заході.

## Райони
- Блекгет (північна частина)
- Вулвіч
- Дептфорд (частина)
- Еббі Вуд
- Елтгем
- Горн Парк
- Гринвіч
- Кідбрук
- Лі (частина)
- Моттінгем (частина)
- Нью-Елтгем
- Пламстед
- Темзмід (частина)
- Чарльтон
- Шутерз Гілл